# Pavel Pacal
Pavel Pacal (* 2. března 1974 Třebíč) je český politik a pedagog, od roku 2016 zastupitel Kraje Vysočina (v letech 2016 až 2020 také náměstek hejtmana), od roku 2006 zastupitel (v letech 2010 až 2016 místostarosta, v letech 2016 až 2018 radní) a od roku 2018 starosta města Třebíč, člen hnutí STAN.

## Život
Vystudoval Gymnázium Třebíč. Mezi lety 1992 a 1997 vystudoval Přírodovědeckou fakultu Univerzity Palackého v Olomouci, obor matematika a fyzika. V roce 2004 vystudoval funkční studium pro ředitele škol a v dalších letech vystudoval kurzy ve Švédsku (2006), Dánsku (2010) a Řecku (2013).
Následně nastoupil na ZŠ Na Kopcích v Třebíči, kde působil mezi lety 1998 a 2004 jako učitel a mezi lety 2004 a 2011 jako ředitel školy.
Je podruhé ženatý a má tři syny. Působil jako extraligový hokejový rozhodčí.

## Politické působení
V komunálních volbách v roce 2006 byl jako člen ODS zvolen zastupitelem města Třebíč. V roce 2010 založil hnutí Pro Třebíč (zkratka ProTR) a stal se jeho předsedou. Funkci předsedy hnutí vykonával do roku 2021, kdy bylo ProTR vymazáno z rejstříku stran a hnutí. Za hnutí ProTR obhájil ve volbách v roce 2010 post zastupitele města. Následně se v listopadu 2010 stal uvolněným místostarostou (s gescí správa majetku, školství, finance, informatika a krizové řízení). Pozice obhájil ve volbách v roce 2014. V prosinci 2016 rezignoval na post místostarosty města a dále pokračoval jako radní. Ve volbách v roce 2018 opět obhájil post zastupitele města. Dne 20. listopadu 2018 se navíc stal starostou města Třebíč, ve funkci vystřídal Pavla Janatu. Po komunálních volbách v roce 2022 byl opět zvolen do Zastupitelstva města Třebíč a následně za starostu města.
V krajských volbách v roce 2016 byl zvolen z pozice člena hnutí Pro Třebíč zastupitelem Kraje Vysočina, a to na kandidátce koalice „Starostové PRO VYSOČINU“ (tj. SNK ED a hnutí STAN). Následně se stal náměstkem hejtmana Kraje Vysočina, do roku 2018 uvolněným. Ve volbách v roce 2020 obhájil z pozice člena hnutí Pro Třebíč post zastupitele Kraje Vysočina, a to na kandidátce koalice „Starostové pro Vysočinu“ (tj. hnutí STAN a SNK ED). Nicméně skončil v pozici náměstka hejtmana.
Ve volbách v roce 2024 obhájil z pozice člena hnutí STAN mandát zastupitele Kraje Vysočina, a to na kandidátce subjektu „STAROSTOVÉ PRO VYSOČINU“ (tj. hnutí STAN a SNK ED). Původně figuroval na 8. místě, vlivem preferenčních hlasů ale skončil druhý.